# Herman Snellen

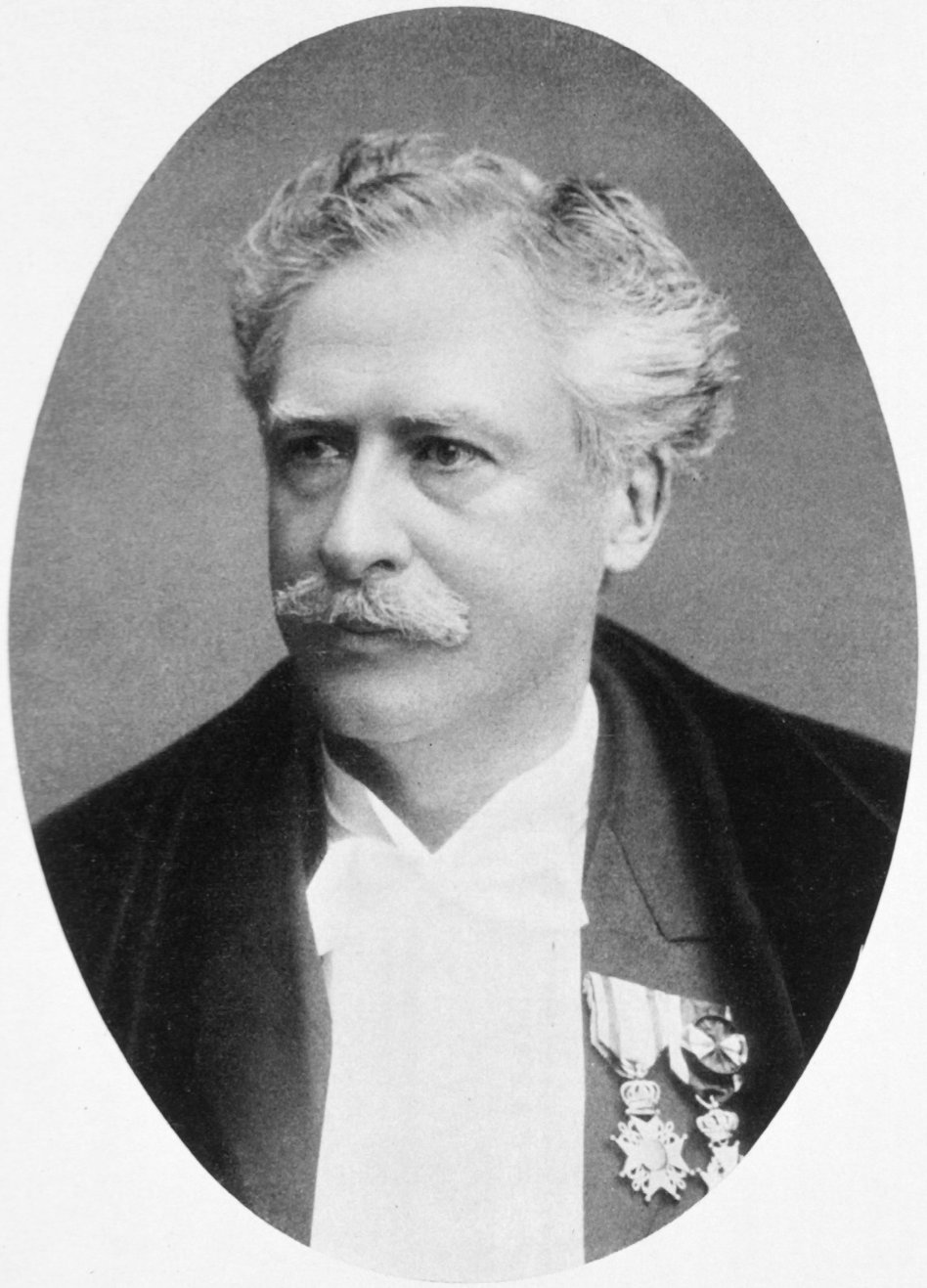
Herman Snellen.

Một biểu đồ Snellen điển hình dùng để đo thị lực.

Herman Snellen (19 tháng 2 năm 1834 – 18 tháng 1 năm 1908) là một nhà nhãn khoa người Hà Lan, người đã giới thiệu biểu đồ Snellen dùng để đo thị lực (1862). Ông tiếp quản chức giám đốc Bệnh viện Hà Lan dành cho bệnh nhân về mắt (Nederlandsch Gasthuis voor Ooglijders), sau Franciscus Donders.

## Nghiên cứu
Ông là người nghiên cứu loạn thị, cườm nước và các bệnh về mắt khác cũng như nghiên cứu về chữa trị thị lực bằng sử dụng kính đeo mắt và phẫu thuật mắt.

## Biểu đồ
Trong khi các phiên bản thay thế từng được phát triển trước ông bởi Eduard Jäger von Jaxtthal và những người khác, Snellen đã phát triển một biểu đồ mắt riêng lấy chính tên mình năm 1862, để đo thị lực, và nhanh chóng trở thành tiêu chuẩn trên toàn cầu.